# Żołnierze kosmosu 2: Bohater federacji
Żołnierze kosmosu 2: Bohater federacji (ang. Starship Troopers 2: Hero of the Federation) – amerykański horror science-fiction z 2004 roku w reżyserii Phila Tippetta. Kontynuacja filmu Żołnierze kosmosu z 1997 roku. Film doczekał się kontynuacji filmu Żołnierze kosmosu 3: Grabieżca z 2008 roku.

## Fabuła
Oddział żołnierzy, który schronił się w opuszczonej placówce wojskowej, musi stawić czoło inwazji groźnych, gigantycznych robaków. Misja jest niezwykle trudna. Sprytne insekty potrafią przejmować kontrolę nad ludźmi, przenikając do ich mózgów.

## Obsada
- Richard Burgi jako kapitan V.J. Max
- Colleen Porch jako szeregowiec Lei Satara
- Lawrence Monoson jako porucznik Pavlov Dill
- Brenda Strong jako sierżant Dede Rake
- Ed Lauter jako generał Jack Shepherd
- Sandrine Holt jako szeregowiec Jill Sandee
- Jason-Shane Scott jako szeregowiec Duff Horton
- Brian Tee jako pilot Thom Kobe
- Kelly Carlson jako szeregowiec Charlie Soda
- J.P. Manoux jako sierżant Ari Peck
- Ed Quinn jako Joe Griff
- Billy Brown jako szeregowiec Ottis Brick
- Cy Carter jako szeregowiec Billie Otter
- Drew Powell jako szeregowiec Kipper Tor